# Јам Мадар
Јам Мадар (хебр. ים מדר; Беит Даган, 21. децембар 2000) израелски је кошаркаш. Игра на позицији плејмејкера, а тренутно наступа за Хапоел Тел Авив.

## Каријера

### Клупска
У јуну 2018. потписао је први професионални уговор са Хапоелом из Тел Авива. За овај клуб је дебитовао 21. септембра 2018. на утакмици са екипом Спироу Шарлроа у квалификацијама за Лигу шампиона. У сезони 2020/21, својој последњој у екипи Хапоела, бележио је просечно 17,1 поен, 5,2 асистенције и 3 скока у израелском шампионату.
На НБА драфту 2020. године је одабран као 47. пик од стране Бостон селтикса. Током лета 2021. је наступао за Бостон у НБА летњој лиги.
У августу 2021. године потписао је трогодишњи уговор са Партизаном. Напустио је Партизан након две сезоне и прешао у турски Фенербахче. У јулу 2024. потписао је за Бајерн Минхен.

### Репрезентативна
Мадар наступа за репрезентацију Израела. Са селекцијом до 20 година је освојио златну медаљу на Европском првенству 2019, одржаном у Тел Авиву. Тада је заједно са саиграчем Денијем Авдијом уврштен у идеалну петорку турнира. За сениорску репрезентацију је дебитовао током 2019. године.

## Успеси

### Клупски
- Партизан:
  - Јадранска лига (1): 2022/23.

- Фенербахче:
  - Првенство Турске  (1): 2023/24.
  - Куп Турске (1): 2024.

- Хапоел Тел Авив :
  - Еврокуп (1): 2024/25.

### Репрезентативни
- Европско првенство до 20 година:  2019.

### Појединачни
- Звезда у успону Евролиге (1): 2022/23.